# Ozyptila pullata
Ozyptila pullata es una especie de araña cangrejo del género Ozyptila, familia Thomisidae.

## Distribución
Esta especie se encuentra en Europa.